# Lobizon minor
Lobizon minor là một loài nhện trong họ Lycosidae.
Loài này thuộc chi Lobizon. Lobizon minor được Cândido Firmino de Mello-Leitão miêu tả năm 1941.